# Aldo Leopold
Aldo Leopold (1887. január 11. – 1948. április 21.) amerikai ökológus, erdész, környezetvédő és író. Fontos szerepe volt a modern környezeti etikák kidolgozásában. Ökocentrikus és holisztikus föld-etikája nagy hatással volt a környezeti mozgalmakra. A biodiverzitás és ökológia fontosságát hangsúlyozta. A vadgazdálkodás tudományának megalapítója volt.

## Szemlélete
Leopold 1911-től 1924-ig erdészként dolgozott Új-Mexikó északi részén. A helyi farmerek a környék nagyragadozóit, így a medvéket, farkasokat és pumákat kártékony dúvadaknak tekintették, mivel károkat okoztak a jószágállományban. Leopoldot kezdetben arra jelölték ki, hogy vadássza ezeket az állatokat, azonban ő más következtetésre jutott és tisztelni kezdte őket. A korábban érvényben levő etika helyett kifejlesztett egy ökológiai etikát, amiben kihangsúlyozta a nagyragadozók természeti egyensúlyban betöltött fontos szerepét.
Az 1920-as évek elején arra a következtetésre jutott, hogy az amerikai nyugat erdőinek egy meghatározott típusú megőrzésre van szükségük az autók, utak és rekreációs területek egyre nagyobb számban való elszaporodása miatt. Ő volt az első, aki a vadon kifejezést használta, hogy leírja ezt a fajta megőrzési módszert. Az elkövetkező két évtizedben etikai és tudományos alapokat adott a vadon megőrzése koncepciójának. Leopold az etikai érzékenység növekedését látta a személyközi kapcsolatoktól, a társadalomhoz való kapcsolaton keresztül a földhöz való viszonyig. Ebben a sorrendben csökkennek a hasznossághoz, célszerűséghez, hódításhoz és önérdekhez fűződő cselekedetek. Leopold így elvetette a Theodore Roosevelt és Gifford Pinchot által képviselt utilitarista természetmegőrzést.
Az 1930-as évekre Leopold lett az ország vadgazdálkodásának legtekintélyesebb szakembere. A természetes élőhelyek tudományos alapú kezelését támogatta szemben a vadászati törvényekkel  és olyan módszerekkel, amelyek csupán bizonyos kívánt fajokat részesítenek előnyben. A vadon koncepciója új jelentésre tett szert: többé nem úgy tekintett rá, mint vadász- és rekreációs területre, hanem olyan helyként fogta fel, ahol egészséges életközösség található, amiből nem hiányoznak a nagyragadozók sem.

## Föld-etika
Nem sokkal halála után, 1949-ben jelent meg fő műve A Sand County Almanac, amelyben többek között kifejti a föld-etikáját is. E szerint egy dolog akkor jó, ha az életközösség integritásának, stabilitásának és szépségének megőrzésére törekszik és akkor rossz, ha ezzel ellenkezik. A föld-etika kiszélesíti a közösség határait, hogy az magában foglalja a talajt, a vizeket, a növényeket és az állatokat, vagyis egy szóban a földet. A föld-etika természetesen nem tudja megakadályozni, hogy az ember megváltoztassa, kezelje és használja ezeket a környezeti elemeket, azonban kijelenti, hogy ezeknek joguk van a további létezéshez és legalább helyenként a természetes állapotban való fennmaradáshoz. A föld-etika megváltoztatja az emberi faj korábbi szerepét: többé már nem a föld meghódítója, hanem annak egyik tagja. Ezért az ember tisztelettel tartozik az életközösség más tagjai és a közösség egésze iránt is.

## Fordítás
- Ez a szócikk részben vagy egészben  az   Aldo Leopold című angol Wikipédia-szócikk ezen változatának fordításán alapul.  Az eredeti cikk szerkesztőit annak laptörténete sorolja fel. Ez a jelzés csupán a megfogalmazás eredetét és a szerzői jogokat jelzi, nem szolgál a cikkben szereplő információk forrásmegjelöléseként.

## Külső hivatkozások
- Leopold Heritage Group
- The Aldo Leopold Foundation
- The Aldo Leopold Archives
- The Land Ethic
- Aldo Leopold Wilderness
- Aldo Leopold's Contribution to Fly Fishing